# Abhilfe
Abhilfe (veraltet: Remedur) schafft eine natürliche oder juristische Person, wenn sie sich von Belastungen, Mängeln oder Nachteilen befreit oder befreien lässt. 
Das Wort Abhilfe ist auf das im Jahre 1786 erstmals in Köln aufgetauchte „abhülf“ mit der gleichen Bedeutung zurückzuführen. Der Rechtsbegriff der Abhilfe kommt in verschiedenen Rechtsgebieten vor. Eine Abhilfe ist dort durch Selbsthilfe des Betroffenen, durch dessen Vertragspartner oder durch Dritte möglich.

## Zivilrecht
Dauerschuldverhältnisse kann gemäß § 314 Abs. 1 BGB jeder Vertragspartner aus wichtigem Grund ohne Einhaltung einer Kündigungsfrist kündigen. Falls der wichtige Grund in einer Pflichtverletzung aus dem Vertrag besteht, kann der benachteiligte Vertragspartner Abhilfe verlangen und erst nach erfolglosem Verstreichen einer Abhilfefrist kündigen (§ 314 Abs. 2 BGB). Ist beispielsweise bei einem Mietvertrag die Trinkwasserentnahme durch den Mieter nicht möglich, so muss der Vermieter den Mangel beseitigen (lassen); der Mieter kann den Mangel aber auch selbst beseitigen (lassen) und Ersatz der erforderlichen Aufwendungen verlangen (§ 536a Abs. 2 BGB).   
Abhilfe bedeutet im Reiserecht die Herstellung des vertragsgemäßen Zustands der Reiseleistung durch Nacherfüllung. Ist die Pauschalreise mangelhaft, kann der Reisende gemäß § 651i Abs. 3 BGB nach § 651k Abs. 1 BGB Abhilfe verlangen oder nach § 651k Abs. 2 BGB selbst Abhilfe schaffen und Aufwendungsersatz verlangen oder nach § 651k Abs. 3 BGB Abhilfe durch andere Reiseleistungen (Ersatzleistungen) verlangen. Der Reisende schafft durch Eigeninitiative beispielsweise Abhilfe, wenn er einen ausgefallenen Ausflug selbst organisiert. Die Kündigung des Reisevertrages ist erst zulässig, wenn der Reiseveranstalter eine Abhilfefrist hat verstreichen lassen (§ 651e Abs. 2 BGB). 

## Zivilprozessrecht
Im Beschwerdeverfahren des deutschen Zivilprozesses hat der Richter oder Rechtspfleger, dessen Entscheidung angefochten ist, zunächst gemäß § 572 Abs. 1 ZPO über die Abhilfe zu entscheiden. Hält er die Beschwerde ganz oder teilweise für zulässig und begründet, so hat er seine Entscheidung entsprechend abzuändern und der Beschwerde damit (teilweise) abzuhelfen. Soweit er die Beschwerde für unzulässig oder unbegründet hält, muss er sie dem Beschwerdegericht zur Entscheidung vorlegen.

## Verwaltungsverfahren
Im Verwaltungsverfahrensrecht spricht man im Widerspruchsverfahren von der Abhilfe, wenn die Behörde, die den Verwaltungsakt erlassen bzw. dessen Erlass abgelehnt hat, den Verwaltungsakt teilweise oder ganz aufhebt bzw. die ursprünglich abgelehnte Verwaltungsentscheidung nun doch mit einem Verwaltungsakt trifft, weil sie den Widerspruch für begründet hält. Das kann durch eine Umdeutung, Rücknahme oder Widerruf des Verwaltungsaktes geschehen.
Verfahrensrechtlich geregelt ist die Abhilfe in § 72 VwGO. Hilft die Behörde dem Widerspruch ab, so ergeht ein Abhilfebescheid. Hilft sie ihm nicht ab, so hat sie den Widerspruch unverzüglich der Widerspruchsbehörde vorzulegen. Aus diesem Grund bestehen Behörden oft auf schnelle Zusammenarbeit bei fehlenden Dokumenten. Des Weiteren ergeht, wenn dem Widerspruch teilweise stattgegeben wird, ein Teil-Abhilfebescheid. Den offenen Teil des Widerspruches kann man ggf. zurücknehmen. Die Widerspruchsbehörde entscheidet dann über den Widerspruch durch einen Widerspruchsbescheid. Wenn Abhilfe- und Widerspruchsbehörde identisch sind, so entfällt das Abhilfeverfahren. 
Ist die Widerspruchsbehörde nur im Rahmen der Rechtsaufsicht tätig, prüft sie nur die Rechtmäßigkeit. Bis zur endgültigen Ablehnung der Abhilfe kann die Ausgangsbehörde den Bescheid aber aufheben, wenn sie ihn nach Einlegung des Widerspruchs doch für zweckwidrig hält.
Gegen den Abhilfebescheid selbst ist das Widerspruchsverfahren nicht (mehr) statthaft. Vielmehr muss dann innerhalb der Frist von einem Monat (§ 74 VwGO) Anfechtungsklage (§ 42 Abs. 1, 1. Alt. VwGO) vor dem zuständigen Verwaltungsgericht erhoben werden.
Arten der Abhilfe:
- kassatorische Abhilfe (reine Berichtigung einer Entscheidung ohne positive End-Entscheidung, d. h. reine Berichtigung einer Entscheidung und Wiederaufnahme des Verfahrens vor der unteren Instanz) oder
- reformatorische Abhilfe (dem Beschwerdeführer wird in der Abhilfe das gewährt, was ihm mit der angefochtenen Entscheidung abgeschlagen wurde).

Erachtet die Stelle, deren Entscheidung angefochten wird, die Beschwerde für zulässig und begründet, so hat sie ihr abzuhelfen (Art. 109 Abs. 1 Europäisches Patentabkommen).